# Crash Bandicoot : Fusion
Crash Bandicoot : Fusion (Crash Bandicoot Purple: Ripto's Rampage aux États-Unis) est un jeu vidéo de plates-formes, développé par Vicarious Visions et édité par Vivendi Games, sorti sur Game Boy Advance le 3 juin 2004 aux États-Unis. Il s’agit du troisième jeu de la série Crash Bandicoot à paraître sur console portable.
Le jeu est un crossover avec l'univers de Spyro the Dragon, à la manière de Spyro : Fusion.

## Histoire
Le Docteur Neo Cortex (l'ennemi juré de Crash Bandicoot) s’est allié avec Ripto (l’ennemi juré de Spyro), et ils ont l’intention de se débarrasser des deux héros. D’abord adversaires à la suite d'une ruse des deux antagonistes, Crash et Spyro deviennent amis et joignent leurs forces pour les vaincre.

### Personnages

#### Protagonistes
- Crash Bandicoot : Le héros principal du jeu.
- Coco Bandicoot : La sœur de Crash.
- Aku Aku : Le masque tiki protecteur.
- Polar : Ours polaire de Crash.
- Spyro (1er boss) : Le dragon violet.
- Sparx : Le meilleur ami de Spyro.
- Le professeur : Le 2e meilleur ami de Spyro.

#### Antagonistes
- Docteur Neo Cortex (Boss final avec Ripto) : Savant fou et pire ennemi de Crash.
- Ripto (4e boss et boss final avec Cortex) : Ennemi juré de Spyro.
- Tiny Tiger (2e boss) : Le tigre haltérophile.
- Nina Cortex (3e boss) : La nièce du Dr Néo Cortex.

## Accueil
- Jeuxvideo.com : 13/20[3]